# Celloconcert nr. 1 (Sjostakovitsj)
Het Celloconcert Nr. 1 in Es-majeur (opus 107) van Dmitri Sjostakovitsj werd geschreven in 1959. Het stuk is geschreven voor en opgedragen aan Mstislav Rostropovitsj die het stuk binnen vier dagen uit het hoofd leerde.
Rostropovitsj was de solist tijdens de première in Leningrad in het Conservatorium van Leningrad op 9 oktober 1959, waarbij Jevgeni Mravinski dirigeerde. Een paar dagen later volgde de Amerikaanse première in Philadelphia met dezelfde solist, toen Sjostakovitsj een van zijn schaarse buitenlandse reizen mocht maken.
Over het instuderen door Rostropovitsj doet het volgende verhaal de ronde. Sjostakovitsj wilde beginnen met het doornemen van het stuk, nadat hij het een aantal dagen eerder aan Rostropovitsj had meegegeven. Toen Sjostakovitsj van de piano opstond om een bladmuziekstandaard voor Rostropovitsj te pakken, antwoordde deze dat hij het gehele stuk al uit het hoofd kende. Waarschijnlijk beschikte Rostropovitsj dan ook over een fotografisch geheugen.
Het concert duurt ongeveer 25 minuten en bestaat uit vier delen, de cadens meegeteld:
1. Allegretto
2. Moderato
3. Cadenza — Attacca
4. Allegro con moto

Er bestaan gelijkenissen tussen het celloconcert en het Sinfonia Concertante van Sergej Prokofjev zoals de prominente rol van de pauken. Sjostakovitsj gebruikte thema's uit het celloconcert in zijn 8e strijkkwartet.